# Heiligenhaus

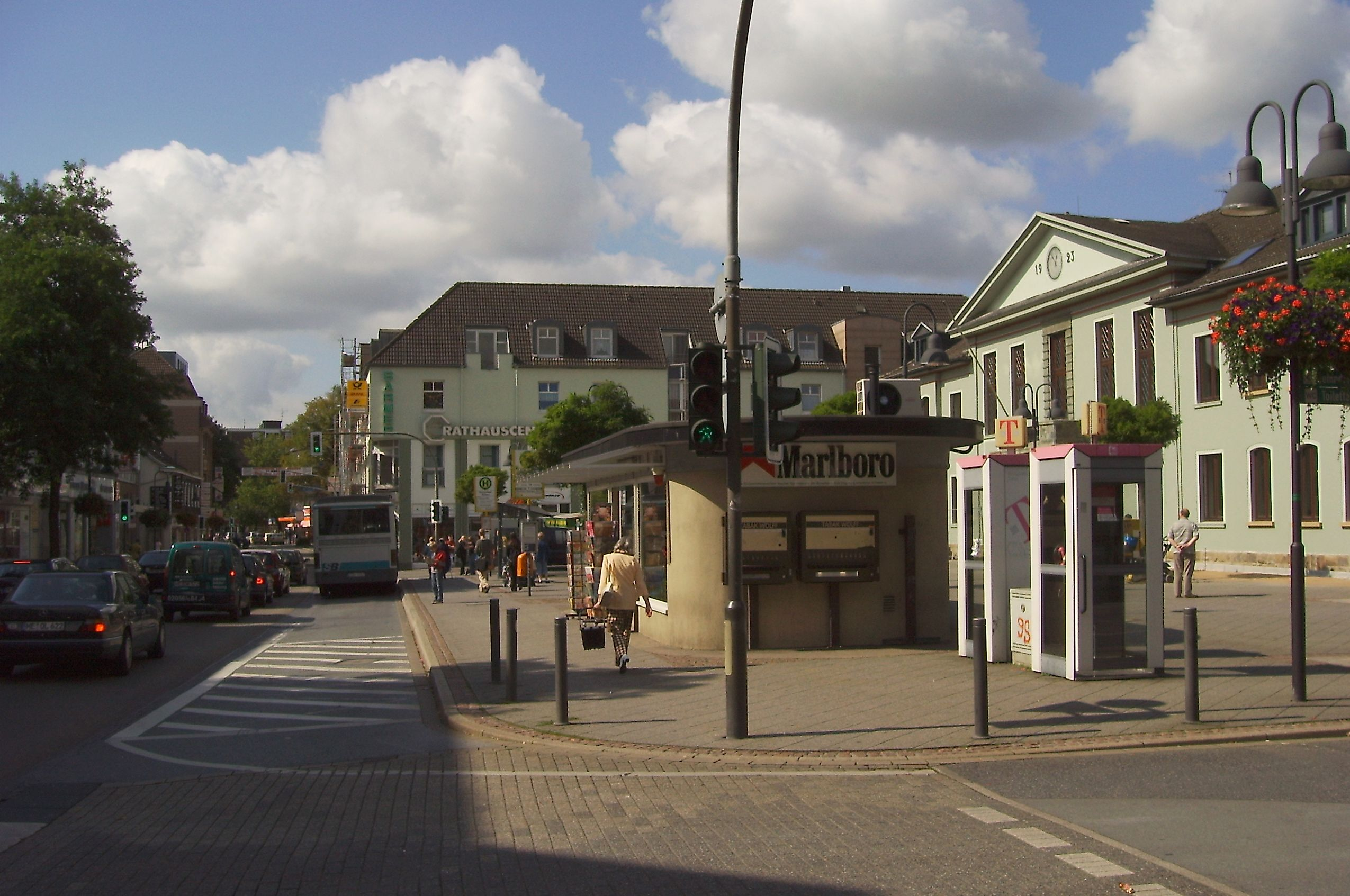
Heiligenhaus, Hauptstraße, Rathaus

Historische Luftaufnahme von Heiligenhaus um 1900

Heiligenhaus ist eine mittlere kreisangehörige Stadt des nordrhein-westfälischen Kreises Mettmann im Regierungsbezirk Düsseldorf. Sie liegt im Städtedreieck Düsseldorf–Essen–Wuppertal im Niederbergischen Land.

## Geographie

### Geographische Lage
Die Stadt erstreckt sich auf einem in west-östlicher Richtung verlaufenden ungefähr 160 Meter hohen Geländerücken, der nach Norden und Süden zum Vogelsangbachtal beziehungsweise Angertal hin stark abfällt.
Heiligenhaus hat (im Uhrzeigersinn) eine gemeinsame Stadtgrenze mit der kreisfreien Stadt Essen sowie mit Velbert, Wülfrath und Ratingen (alle Kreis Mettmann).
| Duisburg 19 km   | Essen 15 km                                 | Dortmund 41 km  |
| Düsseldorf 18 km | Kompassrose, die auf Nachbargemeinden zeigt | Velbert 5 km    |
| Düsseldorf 19 km | Köln 43 km                                  | Wuppertal 16 km |

Alle Angaben als Luftlinienentfernung von Stadtmitte zu Stadtmitte.

### Stadtteile
Eine amtliche Einteilung in Stadtbezirke gibt es nicht. Als Stadtteile gelten siedlungs- und stadtentwicklungsgeschichtlich die Gemarkungen und Siedlungen Abtsküche, Beeker Busch, Hasselbeck, Heide, Hetterscheidt, Hofermühle, Innenstadt, Isenbügel, Leubeck, Migua, Nonnenbruch, Oberilp, Oberstadt, Tüschen, Unterilp, Unterstadt, Vogelsang, Waldsiedlung, Werkerwald und Wassermangel. Neu entstanden ist der Stadtteil Selbeck. Heiligenhaus hat die Struktur einer Bandstadt: Die am dichtesten bebaute Fläche erstreckt sich im Wesentlichen entlang der Ost-West-Achse durch das Zentrum.
Der Stadtteil Hetterscheidt wurde in Harry Binghams Roman „The Sons of Adam“ erwähnt. In diesem wird ein Kriegsgefangenenlager für westliche Offiziere während des Ersten Weltkrieges geschildert: „in Hetterscheidt […] a little way outside Düsseldorf“.
Die Hofbezeichnung Isenbügel wurde 1250 erstmals als Isenbugele erwähnt. Nach dem Hof Isenbügel wurde die gleichnamige Honschaft und somit auch der Stadtteil benannt.

## Geschichte

### Verwaltungsgeschichte
Die heutige Stadt Heiligenhaus ging aus dem Dorf Heiligenhaus hervor, das historisch zur Honschaft Leubeck im Amt Angermund des Herzogtums Berg gehörte. Seit der Franzosenzeit gehörte Heiligenhaus mit den umliegenden Ortschaften zur Bürgermeisterei Velbert, die 1846 die Rheinische Gemeindeordnung und 1856 die Rheinische Städteordnung erhielt. Am 1. April 1897 wurde das Gebiet der alten Honschaften Hasselbeck, Hetterscheidt, Isenbügel, Leubeck, Oefte und Tüschen aus der Stadt Velbert herausgelöst und zur neuen Landgemeinde Heiligenhaus zusammengefasst, die seitdem auch eine eigene Bürgermeisterei bildete. Oefte wurde am 1. April 1936 von Heiligenhaus an die Stadt Kettwig abgetreten. Im Zweiten Weltkrieg wurden durch Bombenabwürfe 17 Häuser (1,4 %) mit 31 Wohnungen völlig zerstört, während 138 Häuser (18,2 %) schwer und 915 Häuser (69,6 %) leicht oder mittelmäßig beschädigt wurden. Nur 10,8 % der Häuser blieben unbeschädigt.
Die Gemeinde Heiligenhaus erhielt 1947 das Stadtrecht.

### Einwohnerentwicklung
Einwohnerzahlen (jeweils zum 31. Dezember):

Einwohnerentwicklung von Heiligenhaus von 1897 bis 2017 nach nebenstehender Tabelle

| Jahr | Einwohner |
| ---- | --------- |
| 1897 | 5.368     |
| 1947 | 11.947    |
| 1953 | 15.034    |
| 1964 | 25.028    |
| 1967 | 27.541    |
| 1975 | 29.886    |
| 1980 | 29.649    |
| 1985 | 28.514    |
| 1990 | 29.715    |
| 1995 | 29.487    |

| Jahr | Einwohner |
| ---- | --------- |
| 2000 | 28.442    |
| 2001 | 28.402    |
| 2002 | 28.373    |
| 2003 | 28.025    |
| 2004 | 27.789    |
| 2005 | 27.750    |
| 2006 | 27.415    |
| 2007 | 27.312    |
| 2008 | 26.963    |
| 2009 | 26.818    |

| Jahr | Einwohner |
| ---- | --------- |
| 2010 | 26.659    |
| 2011 | 26.462    |
| 2012 | 25.502    |
| 2013 | 25.419    |
| 2016 | 27.331    |
| 2017 | 27.476    |
| 2022 | 26.681    |

| Einwohnerzahl zum 9. Mai 2011 (Zensus) | Einwohnerzahl zum 9. Mai 2011 (Zensus) | Einwohnerzahl zum 9. Mai 2011 (Zensus) | Einwohnerzahl zum 9. Mai 2011 (Zensus) |
| -------------------------------------- | -------------------------------------- | -------------------------------------- | -------------------------------------- |
| männlich                               | weiblich                               | insgesamt                              |                                        |
| 12.370                                 | 13.180                                 | 25.560                                 |                                        |

| Einwohnerzahl am 30. Juni 2012 | Einwohnerzahl am 30. Juni 2012 | Einwohnerzahl am 30. Juni 2012 | Einwohnerzahl am 30. Juni 2012 |
| ------------------------------ | ------------------------------ | ------------------------------ | ------------------------------ |
| männlich                       | weiblich                       | insgesamt                      |                                |
| 12.967                         | 13.446                         | 26.413                         |                                |

## Politik

### Gemeinderat
| Partei/Liste                         | 2020 | 2014 | 2009 | 2004 | 1999 |
| ------------------------------------ | ---- | ---- | ---- | ---- | ---- |
| CDU                                  | 13   | 17   | 16   | 17   | 21   |
| SPD                                  | 6    | 10   | 9    | 10   | 12   |
| FDP                                  | 3    | 3    | 6    | 5    | 5    |
| Wahlalternative Heiligenhauser Liste | 3    | 4    | 5    | —    | —    |
| GRÜNE                                | 6    | 2    | —    | —    | —    |
| AfD                                  | 2    | —    | —    | —    | —    |
| Linke                                | 1    | —    | —    | —    | —    |

### Bürgermeister
- seit 2017: Michael Beck, CDU
- 2004–2017: Jan Heinisch, CDU
- 1994–2004: Peter Ihle, CDU
- 1989–1994: Hermann Schwarze, SPD
- 1984–1989: Ernst Berninghaus, CDU
- 1979–1984: Helga Schniewind, FDP
- 1964–1979: Felix Wittmann, CDU

### Wappen, Siegel, Flagge und Logo
Der Stadt Heiligenhaus wurden zuletzt am 20. März 1947 ein Wappen, ein Siegel und eine Flagge verliehen.

Wappen
Siegel
Flagge
Logo

#### Wappen
Blasonierung: „Geteilt von Blau und Rot durch einen überhöhten silbernen (weißen) Sparren; unten ein silberner (weißer) Amboss, darüber gekreuzt eine silberne (weiße) Zange und ein silberner (weißer) Hammer.“
Die 1947 zur Stadt erhobene Gemeinde beherbergte seit dem 17. Jahrhundert sogenannte Hausschmieden, deren Werkzeuge die damalige Eisenindustrie, besonders Schloss- und Beschlägeherstellung, darstellen sollen. Der Düsseldorfer Heraldiker Jupp Held gestaltete das Wappen 1937 in den Bergischen Farben Rot, Silber und Blau. Der Gemeinde ist am 27. November 1937 vom Oberpräsidenten in Koblenz das Wappen verliehen worden und erneut am 20. März 1947 als neue Stadt durch Urkunde des Innenministers des Landes Nordrhein-Westfalen. Anders als in den meisten Stadt- und Gemeindewappen im Bergischen Land fehlt im Heiligenhauser Wappen die Darstellung des Bergischen Löwen.

#### Siegel
„Die Stadt führt ein Dienstsiegel mit dem Stadtwappen. Geteilt durch einen überhöhten Sparren; unten ein Amboss, darüber gekreuzt eine Zange und ein Hammer.“

#### Flagge
„Die Flagge ist in drei Bahnen im Verhältnis 1 : 1 : 1 von Blau zu Weiß zu Rot quergestreift und zeigt in der Mitte das Stadtwappen im Schild.“

#### Logo
Den 2005 ausgeschriebenen Wettbewerb für ein neues Logo der Stadt Heiligenhaus gewann der Diplom-Designer Sven Hornscheidt mit folgendem Entwurf: Ein dreiteiliges Signet in den Farben Rot, Grün und Blau mit dem dazugehörigen Schriftzug „Stadt Heiligenhaus“ in Antiquaschrift. Das Blau symbolisiert die Gewässer der Naherholungsgebiete Stauteich, Angerbach- und Vogelsangbachtal, das Grün steht für das Bergische Land und das Rot zeichnet unter sich eine weiße Sheddach-Silhouette ab und symbolisiert damit die wirtschaftliche Produktivität der Stadt.

### Städtepartnerschaften
Städtepartnerschaften bestehen zu:
- Basildon und Mansfield in England
- Meaux in Frankreich
- Zwönitz im Erzgebirge.

## Kultur und Sehenswürdigkeiten
Im kulturellen Bereich finden Kunstausstellungen, Theatervorstellungen, Kleinkunst und Konzertabende in der Aula des Immanuel-Kant-Gymnasiums und im „Club – Zentrum für Kultur und Freizeit“ des Jugendfreizeitheimes statt. Außerdem bestehen eine Stadtbücherei, Museum Abtsküche – Heimatkundliche Sammlung – mit Backhaus und das Feuerwehrmuseum mit Geräten und Ausrüstungsgegenständen aus 150 Jahren Feuerwehrgeschichte.

### Bauwerke
- Die evangelisch-lutherische Kirche von 1788/89 an der Hauptstraße wurde 1928 abgerissen.
- Ev.-ref. Stadtkirche (Alte Kirche); schlichte barocke Saalkirche von 1769.
- Katholischen Kirche St. Suitbertus (genannt „Dom“ aufgrund des hohen, weithin sichtbaren, neugotischen Turmhelms; Grundsteinlegung der Kirche am 5. Juli 1896, später Kriegsbeschädigungen) und St. Ludgerus (Konsekration 1962); ferner die katholische Kapelle St. Jakobus Abtsküche (fertiggestellt 1909 im neoromanischen Stil) in der Abtsküche/Hetterscheidt gegenüber dem Stauteich, dort ehemalige Sommerresidenz der Äbte von Kloster Werden, genannt Schloss Hetterscheidt.
- Die ehemalige Pilgerhütte Otterbeck in Heiligenhaus, in der Gerhard Tersteegen wirkte, hat ihren Namen nach den dort ansässigen Bauern. Vermutlich ist die Familie Otterbeck zurückzuführen auf eine gleichnamige Bauerschaft bei Gescher in Westfalen. Die Otterbeek heißt heute kartografisch „Uhlandsbach“.
- Ehemaliges Rittergut Haus Rossdelle
- 2009 wurde die erste Waggonbrücke Deutschlands von Ulrich Diehl errichtet.

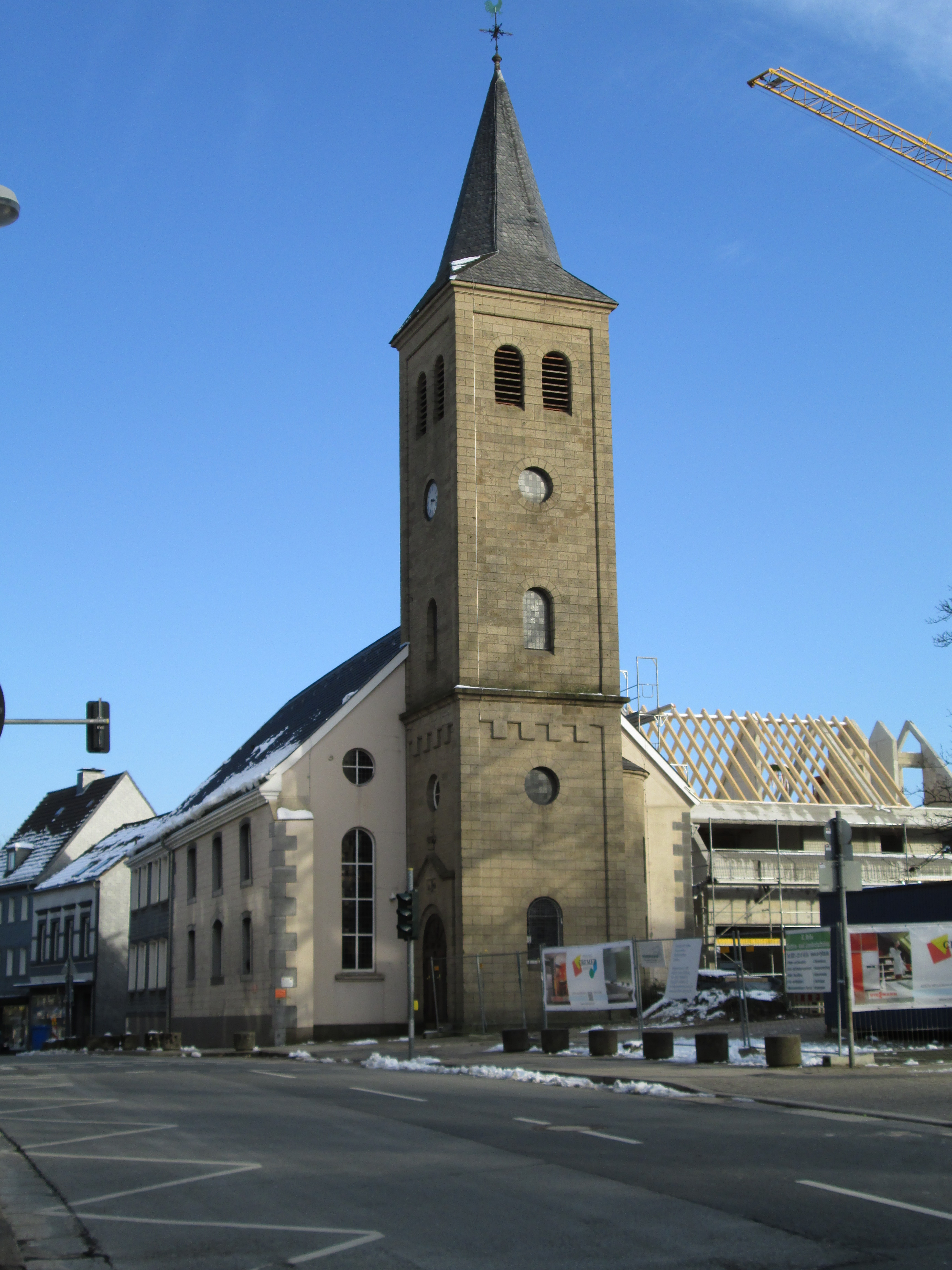
Alte Kirche von 1769
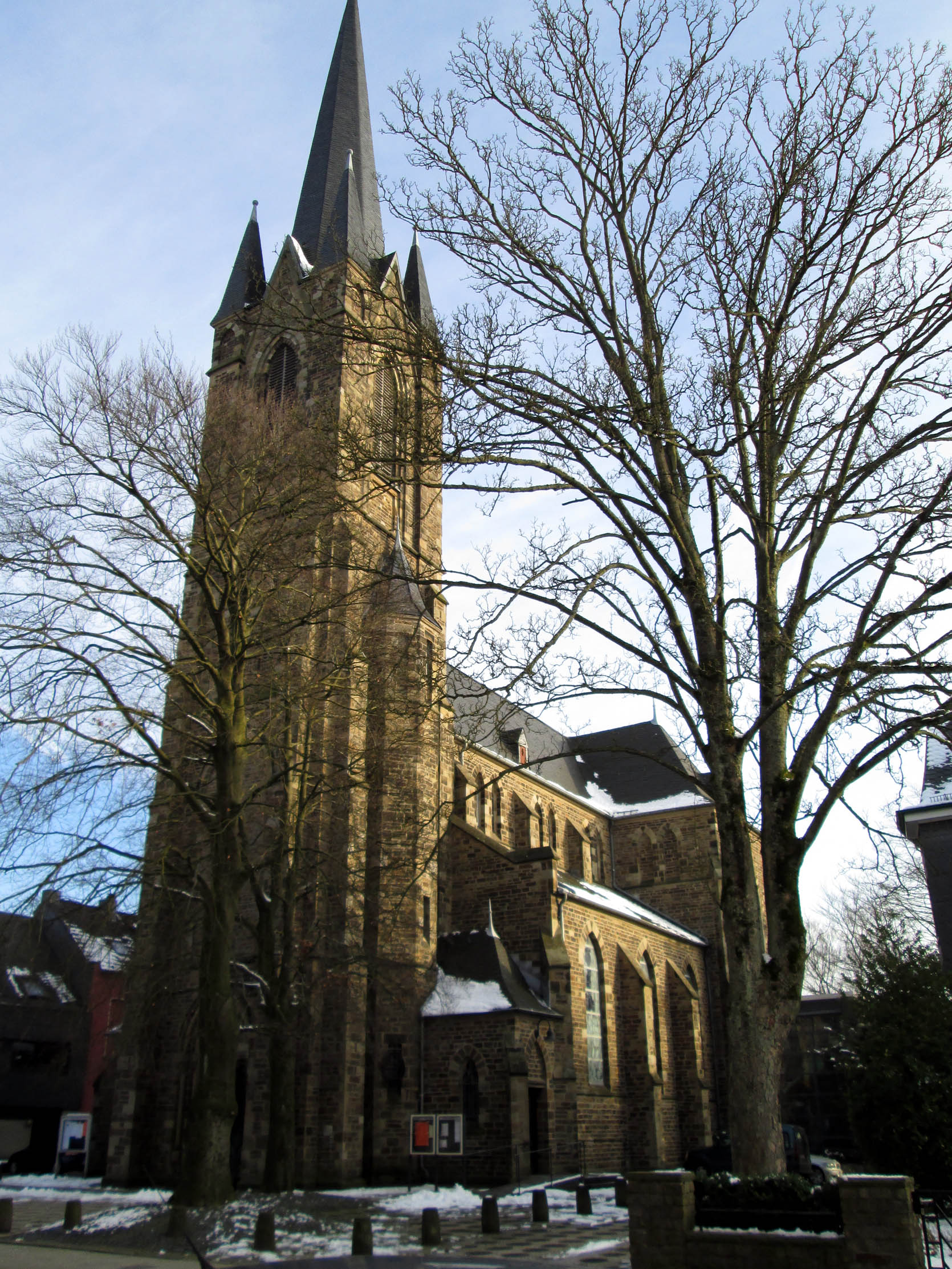
Pfarrkirche St. Suitbertus
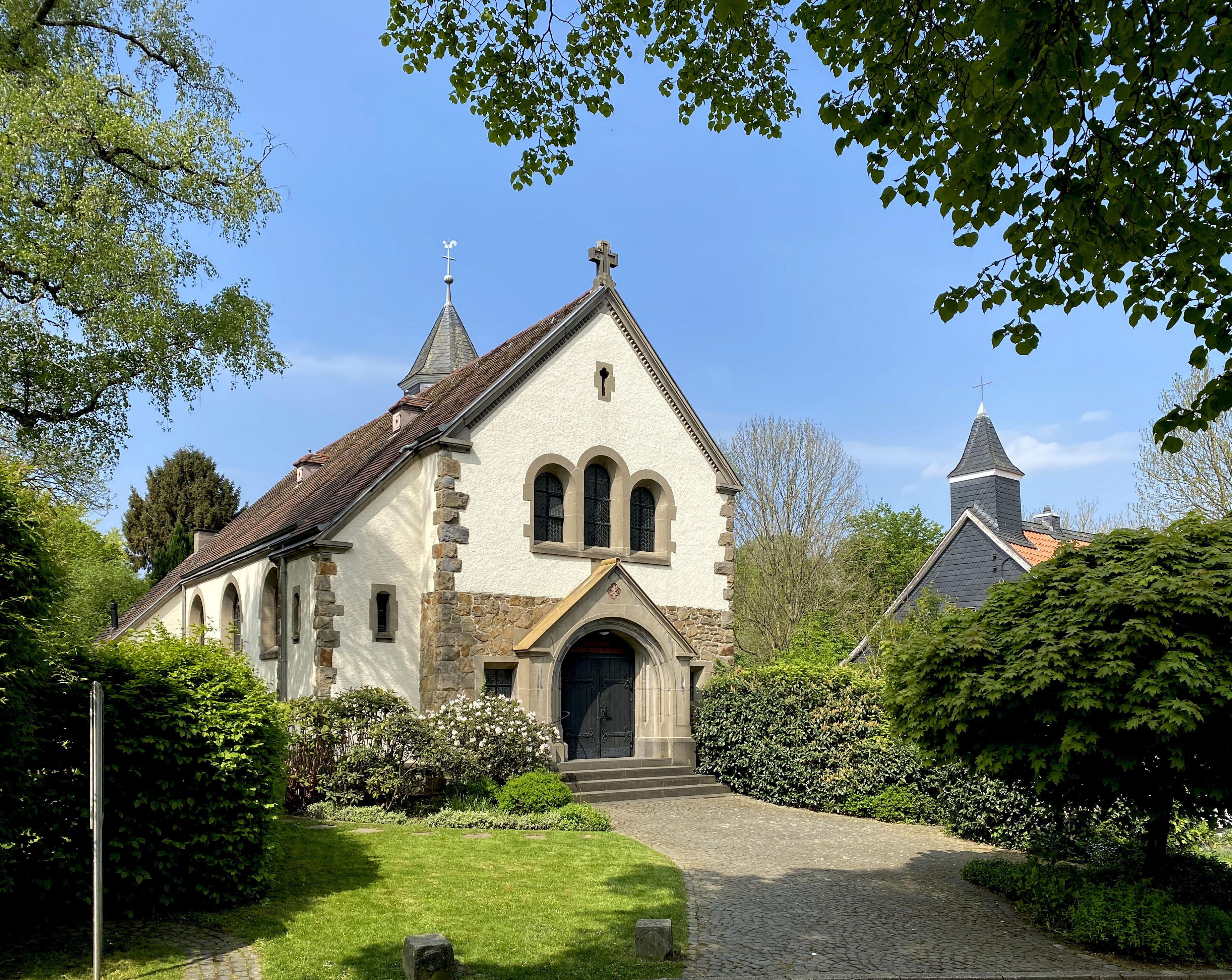
Kapelle St. Jakobus, Abtsküche
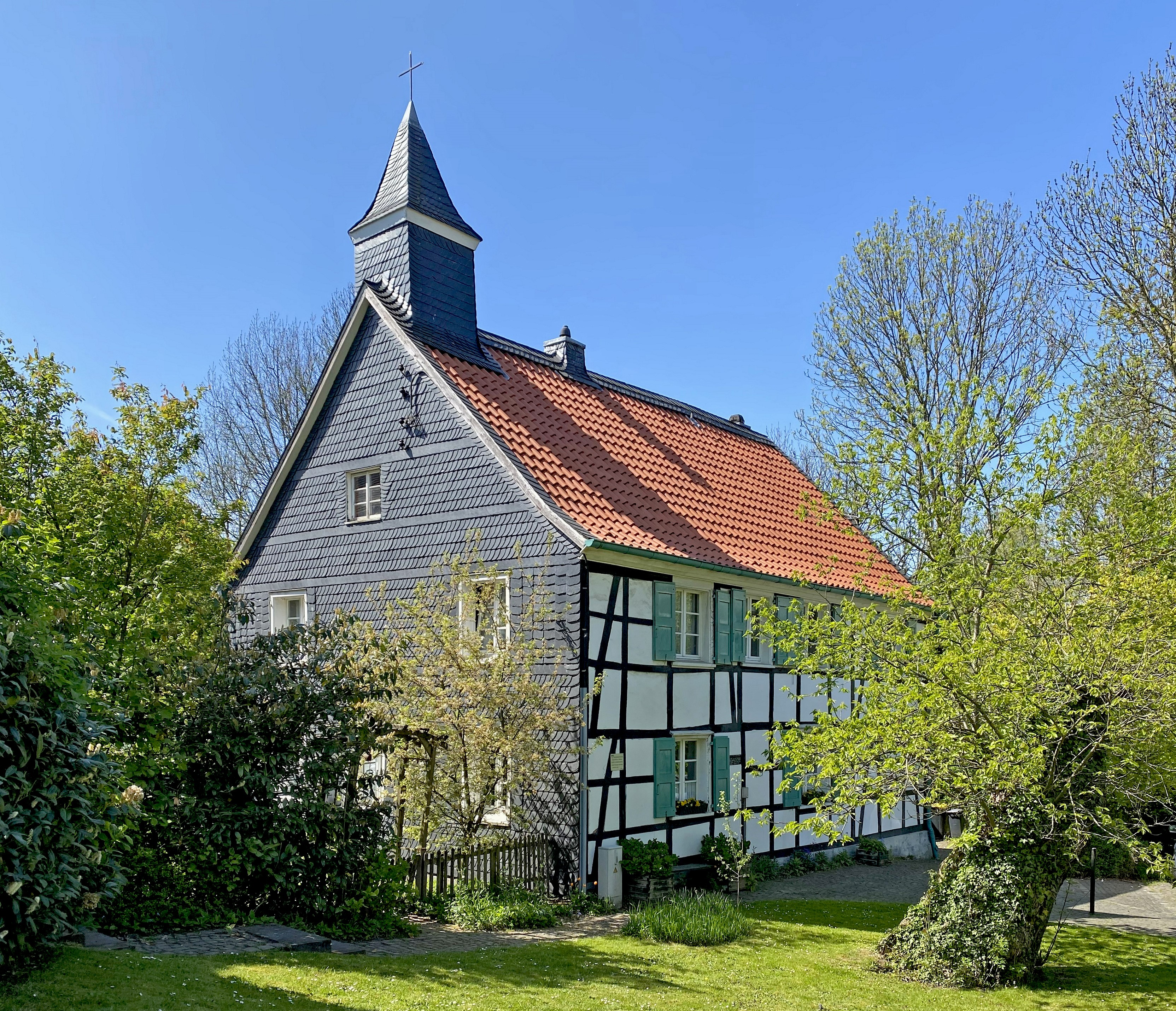
Erste kath. Schule (1783) Abtsküche
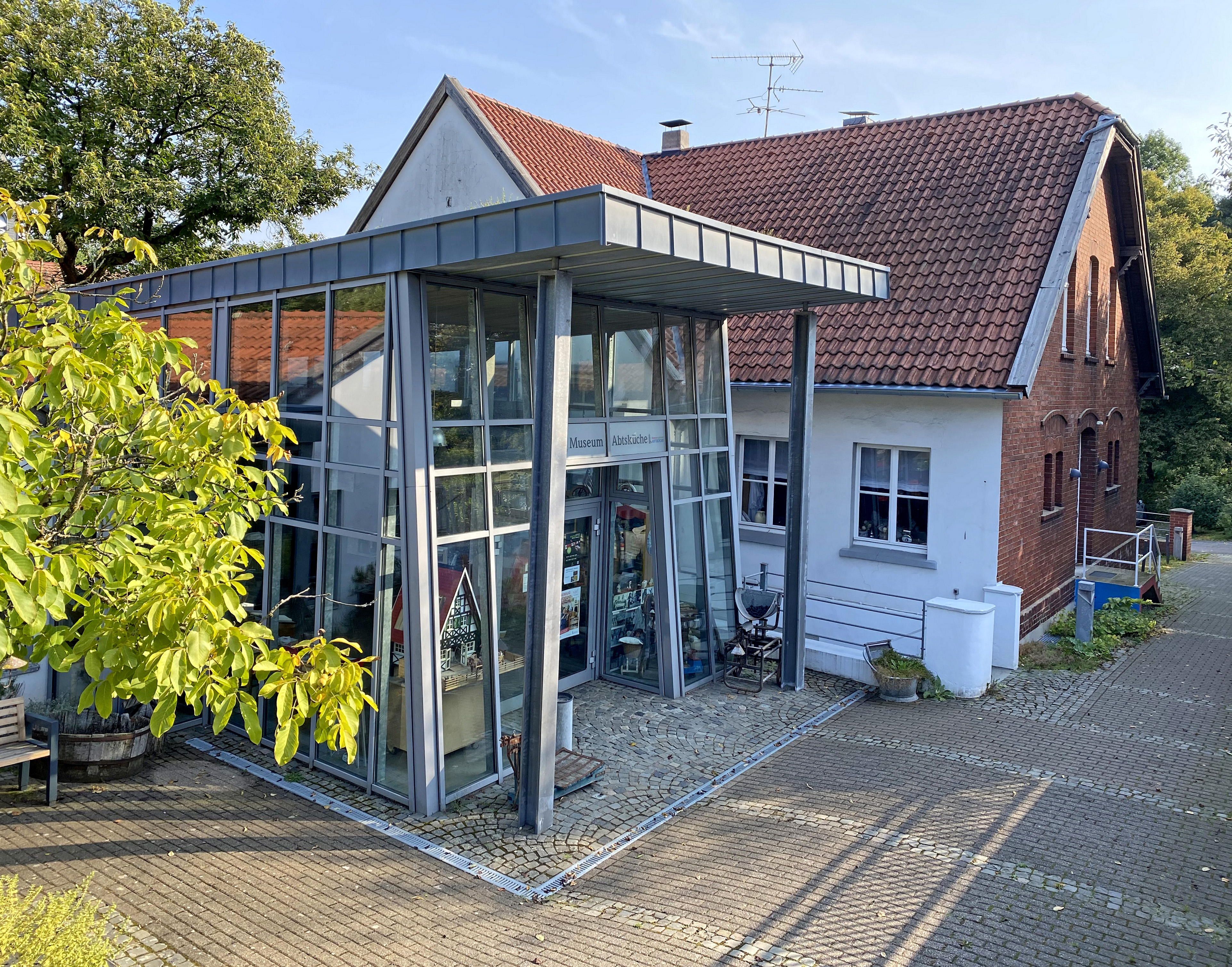
ehem. Schule (1908) / Heimatmuseum Abtsküche
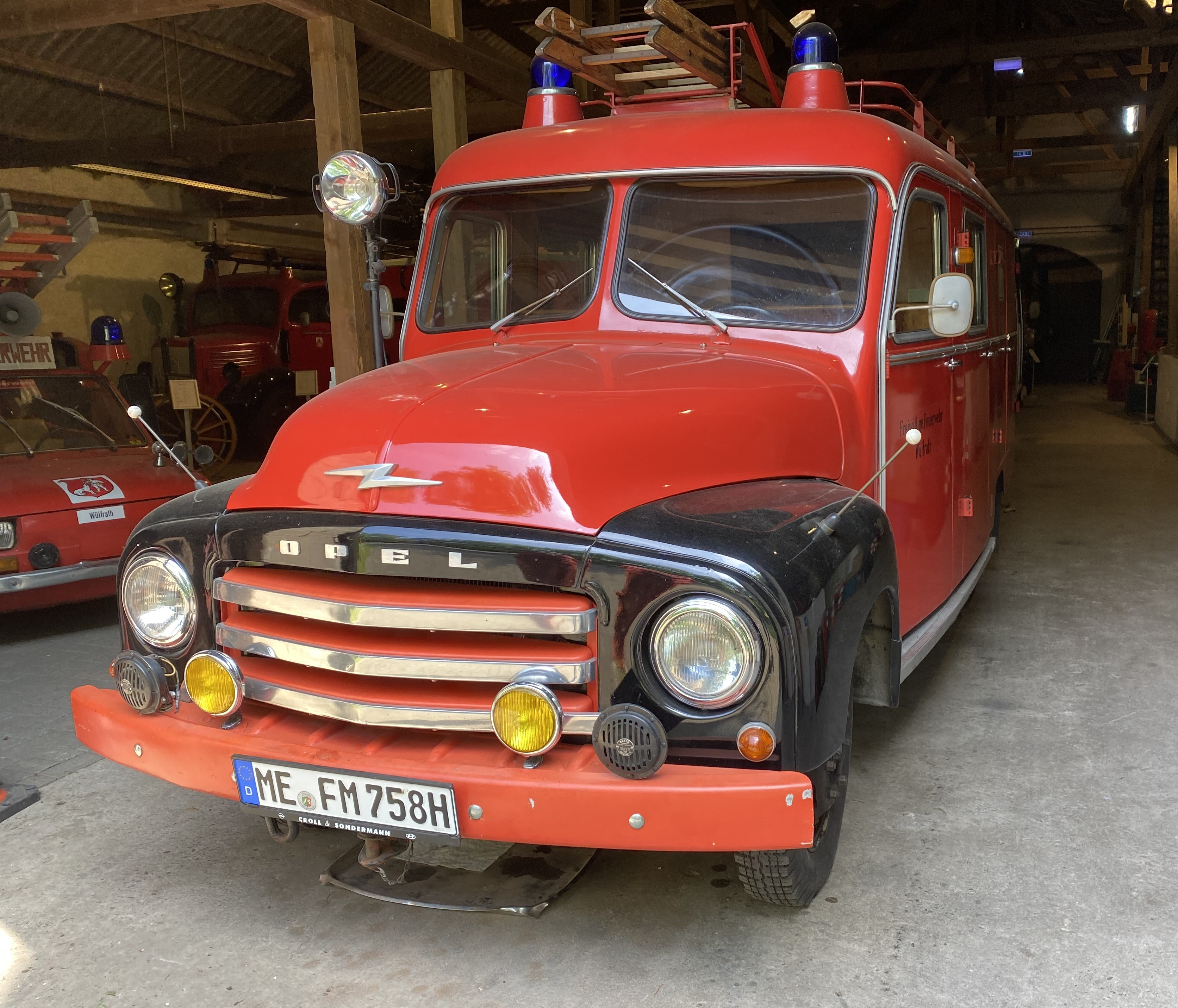
Feuerwehrmuseum Heiligenhaus Abtsküche
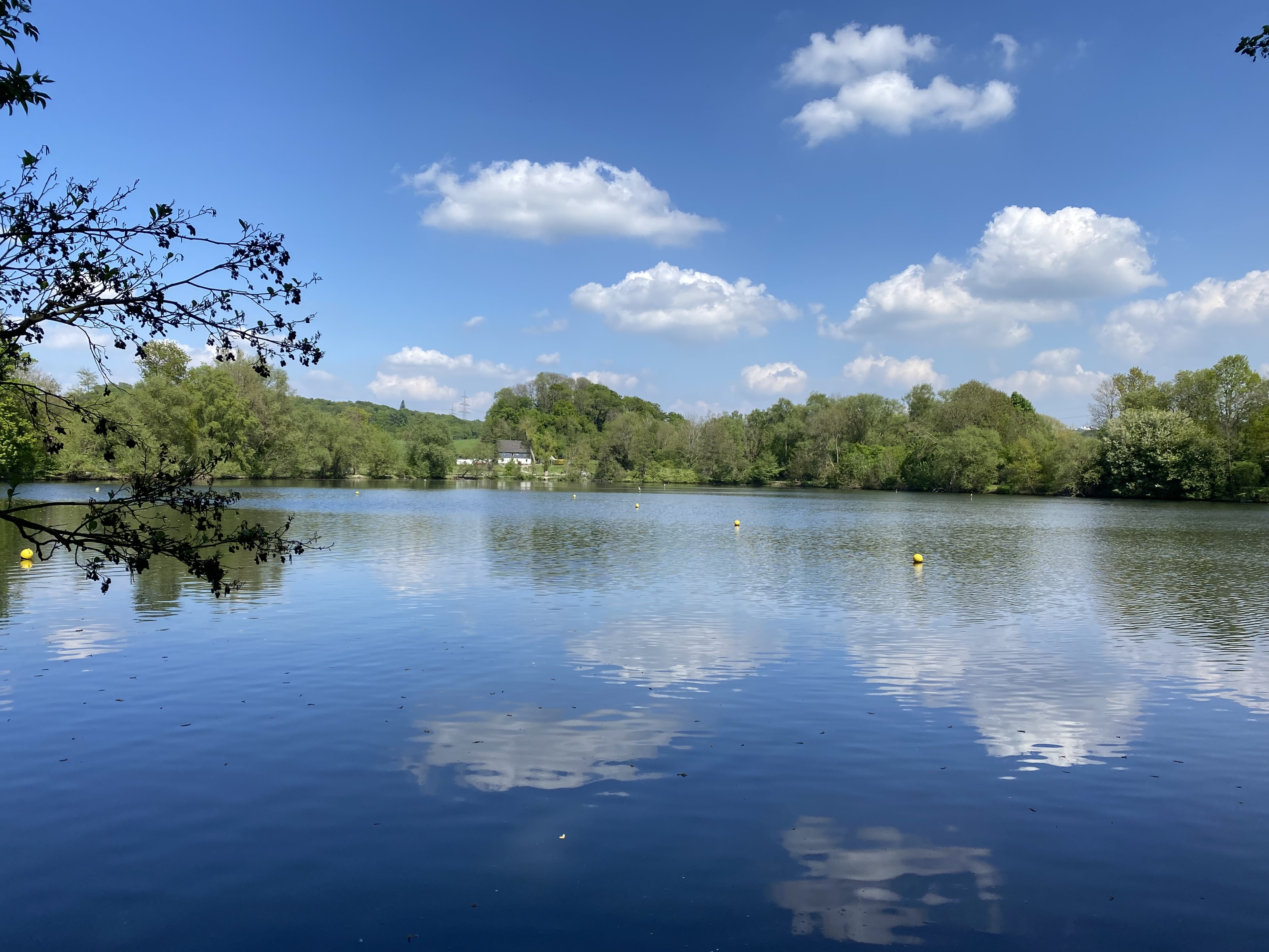
Abtskücher Stauteich

### Sport

#### Sportvereine und Sportanlagen
Das Sportangebot der Stadt Heiligenhaus umfasst neben Ballsportarten wie Handball, Fußball, Badminton, Tischtennis und Volleyball auch die Möglichkeit des (Sport-)Schwimmens im stadteigenen Frei- und Hallenbad Heljensbad.
Größter Sportverein in Heiligenhaus ist die SSVg 09/12 Heiligenhaus mit über 1100 Mitgliedern. Die 1. Herrenfußballmannschaft spielt in der Landesliga.
In der HSG Velbert/Heiligenhaus spielen über 500 Spieler und ca. 25 Mannschaften Handball. Die HSG wird von mehr als 50 Trainern, Übungsleitern und Betreuern unterstützt. Die Jugendarbeit wird von dem Förderverein H-F-V aktiv gefördert.
An der Grenze zu Homberg befindet sich außerdem das Segelfluggelände Meiersberg, auf dem vor allem Segelflug, aber auch Motorflugausbildung betrieben wird. Die ebenfalls auf dem Segelfluggelände stattfindenden und sich jeweils jährlich abwechselnden Drachen- bzw. Modellbaufeste sind auch über die Stadtgrenzen hinweg bekannt.
Darüber hinaus führen 45 km markierte Wanderwege im Umkreis der „Industriestadt im Grünen“ durch das Anger- und Vogelsangbachtal bis ins Ruhrtal.

#### Inklusion
2021 bewarb sich die Stadt als Host Town für die Gestaltung eines viertägigen Programms für eine internationale Delegation der Special Olympics World Summer Games 2023 in Berlin. 2022 wurde sie als Gastgeberin für Special Olympics Mauretanien ausgewählt. Damit wurde sie Teil des größten kommunalen Inklusionsprojekts in der Geschichte der Bundesrepublik mit mehr als 200 Host Towns.

## Wirtschaft und Infrastruktur
Heiligenhaus hatte 2008 gut 9000 sozialversicherungspflichtig Beschäftigte, davon die meisten in der mittelständisch strukturierten Metall verarbeitenden Industrie. Bedeutung hat die Stadt als Standort der Zulieferindustrie für die deutsche Automobilproduktion, es werden Schlösser, Beschläge, Verriegelungen produziert. Traditionell ist in Heiligenhaus Schloss- und Baubeschlagindustrie ansässig; die Stadt liegt in der Schlüsselregion Velbert/Heiligenhaus. Bekanntester Industriebetrieb ist die Kiekert AG als Hersteller von Autoschließsystemen unter anderem für VW und BMW. Im Jahr 2000 wurde die Kiekert AG vom Finanzinvestor Permira für 530 Mio. € über eine fremdfinanzierte Übernahme erworben. Aufgrund der hierbei übertragenen Schuldenlast und der schlechten Konjunktur auf dem Automobilmarkt drohte die Firma 2006 in die Insolvenz zu gehen. Die Insolvenz konnte jedoch abgewendet werden.
Die gesamte Industrie in Heiligenhaus hatte im Jahr 2008 einen Umsatz von 987 Mio. Euro.

### Straßenverkehr
Durch das Stadtgebiet verläuft ein Teilstück der Bundesautobahn 44. Dieses beginnt an der Ratinger Landstraße zwischen Heiligenhaus und Ratingen-Homberg und führt von da aus über Velbert nach Essen. Am Autobahndreieck Velbert-Nord zweigt von diesem Teilstücke die Bundesautobahn 535 nach Wuppertal ab. Bis voraussichtlich 2025 wird ein weiteres Teilstück der A44 zwischen der Anschlussstelle Heiligenhaus und dem Autobahnkreuz Ratingen-Ost gebaut, wo es an das A44-Teilstück nach Düsseldorf, Flughafen Düsseldorf, Krefeld und Mönchengladbach, sowie die im Autobahnkreuz Ratingen-Ost kreuzende Bundesautobahn 3 in nördlicher Richtung nach Duisburg, Oberhausen, Niederlande, Ruhrgebiet, Hannover, sowie in südlicher Richtung nach Köln, Koblenz, Rhein-Main-Gebiet (Frankfurt am Main, Wiesbaden), Nürnberg, Passau und Österreich anschließen wird.
Durch das Stadtgebiet verläuft auch die Bundesstraße 227. Sie schließt im Westen an die A3, A52 (Essen–Düsseldorf), A524 im Autobahnkreuz Breitscheid an.

### Schienen- und Busverkehr

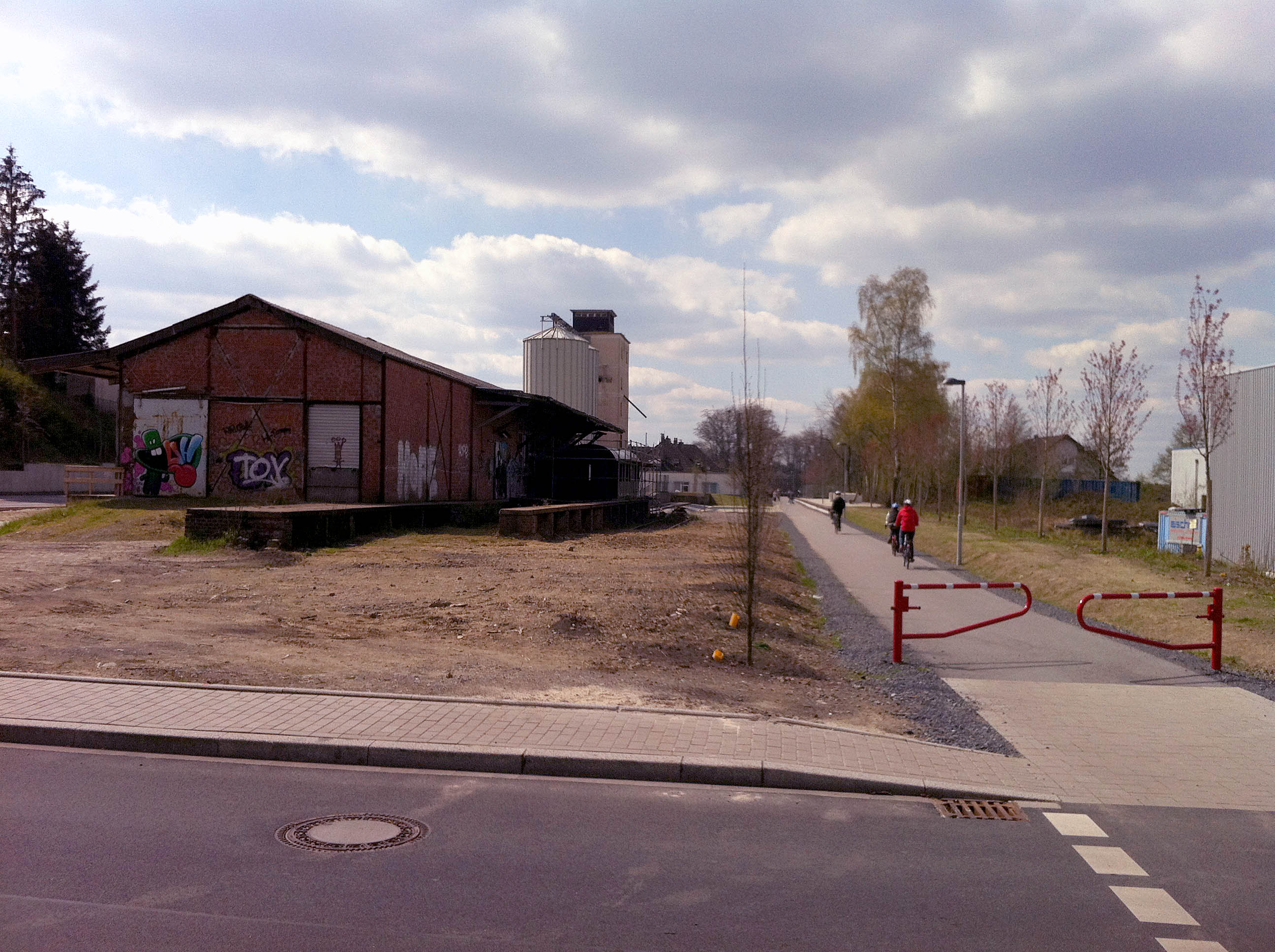
Panoramaradweg am ehemaligen Bahnhof Heiligenhaus

In Heiligenhaus gibt es keinen Bahnanschluss mehr, der Schienenpersonenverkehr am Bahnhof Heiligenhaus wurde im Jahre 1960 eingestellt. Die heute stillgelegte Niederbergbahn wurde von 1913 bis 1926 errichtet und führte von Kettwig über Heiligenhaus, Velbert und Wülfrath nach Vohwinkel. Ihr Bau führte in den 1920er Jahren zu einer massiven Verschuldung der Stadt. Die Reichsbahn wollte nach dem Ersten Weltkrieg die Trasse nur weiterbauen, wenn sich die Stadt zu einem Drittel an ihrer Finanzierung beteiligen würde, dies war eine für die Stadt nicht aufzubringende Summe. Velbert bot an, den Bau zu finanzieren, wenn Heiligenhaus sich eingemeinden ließe, was ausgeschlagen wurde. Schließlich gab es Unterstützung durch die Stadt Kettwig und den Kreis Düsseldorf-Mettmann.
Bis zum Zweiten Weltkrieg waren Güter- und Personenverkehr recht gering. Da sich jedoch die Industrie in Heiligenhaus und Velbert zu wichtigen Rüstungsproduzenten entwickelte und die Pendlerzahlen nach Velbert enorm stiegen, war die Strecke während des Zweiten Weltkrieges ausgelastet. Als die Strecken um die Großstädte herum immer stärker durch Bombenangriffe zerstört wurden, befuhren auch Fernzüge die Niederbergbahn. Ein Ende fand dies, als die zurückweichenden deutschen Truppen im April 1945 die Ruhrbrücke bei Kettwig sprengten; bis 1951 endeten alle Züge in Kettwig vor der Brücke. Schon 1960 wurde der Personenverkehr komplett eingestellt, die Strecke nach Kettwig stillgelegt und 1980 zum Fahrradweg umgebaut. Am 28. Dezember 1994 fuhr der letzte Güterzug von Heiligenhaus nach Velbert.
Die Bahnlinie führt im Heiligenhauser Stadtgebiet über zwei große Natursteinviadukte. Eine Reaktivierung der Niederbergbahn im Rahmen einer sogenannten Circle Line von Wuppertal über Velbert und Heiligenhaus nach Düsseldorf ist immer wieder in der Diskussion. Um das Band der Trasse als Ganzes zu erhalten, wurde jedoch zunächst ein Fußgänger- und Fahrradweg auf der stillgelegten Trasse angelegt. Der Panoramaradweg Niederbergbahn wurde im Sommer 2011 fertiggestellt und bietet nun eine durchgehende Verbindung zwischen Kettwig und Vohwinkel.
Am 11. Oktober 1899 wurde die 6,5 km lange elektrische Straßenbahnlinie von Velbert nach Heiligenhaus eröffnet. Sie wurde 1952 stillgelegt. Von 1899 bis 1923 verkehrte eine dampfbetriebene Kleinbahn von Heiligenhaus nach Hösel. Auf der Gesamtstrecke dieser beiden ehemaligen Straßenbahnlinien verkehrt heute die Buslinie 770.
Die Buslinien 770 nach Hösel S und 771 nach Ratingen Mitte stellen den Anschluss an die S 6 Köln–Düsseldorf–Ratingen Ost–Essen her – die Linie 770 am Bahnhof Hösel, die Linie 771 am Bahnhof Ratingen Ost. Hösel ist der nächstgelegene Bahnhof. Außerdem bestehen durch die Buslinien 772 und 774 zwei Verbindungen über den Stadtteil Isenbügel nach Kettwig und an den dort gelegenen S-Bahn-Haltepunkt Kettwig Stausee (nur mit Linie 772 erreichbar). In östlicher Richtung stellen die Linien 770 und 771 die Verbindung nach Velbert Zentraler Omnibusbahnhof und die 774 die Verbindung zum Klinikum Niederberg her. Daneben gibt es einen Schnellbus (SB 19) nach Essen über Velbert und die innerstädtische Linie O 17.
| Linie | Verlauf | Takt (Mo–Fr) | Betreiber                   |
| ----- | --- | ------------ | --------------------------- |
| SB19  | Essen Hbf – Werdener Markt – Essen-Heidhausen – Velbert-Losenburg Kettwiger Str. – Velbert ZOB – Am Berg – Heiligenhaus Rathaus | 60 min       | DB Rheinlandbus / Rheinbahn |
| 770   | Ratingen-Hösel – Hösel, Bergbusch – Heiligenhaus-Unterilp → Unterstadt ← Höseler Platz → In der Blume/Stadtmitte ← Heiligenhaus, Rathaus → Abtskücher Straße ← Ehemannshof → Heiligenhaus-Hetterscheidt, Kuhs ← Schürhofer Straße – Velbert, Dalbecksbaum – Am Berg – Willy-Brandt-Platz – Velbert ZOB                                           |              |                             |
| 771   | Ratingen Mitte – Ratingen Ost – Ratingen-Homberg, Dorfstraße – Zur Straße – Heiligenhaus-Hofermühle → Unterstadt ← Höseler Platz → In der Blume/Stadtmitte ← Heiligenhaus, Rathaus → Abtskücher Straße ← Ehemannshof → Heiligenhaus-Hetterscheidt, Kuhs ← Schürhofer Straße – Velbert, Dalbecksbaum – Am Berg – Willy-Brandt-Platz – Velbert ZOB |              |                             |
| 772   | Essen, Kettwiger Markt – Ringstraße (Kettwig , 550 m) – Kettwig vor der Brücke – Kettwig Stausee – Laupendahler Siedlung – Fachklinik Rhein/Ruhr – Heiligenhaus-Isenbügel, In der Rose – Abtsküche – Waldhotel – Bahnhofstraße – Heiligenhaus, Rathaus → Höseler Platz ← Unterstadt – Unterilp                                                   |              |                             |
| 774   | Essen, Kettwiger Markt – Ringstraße (Kettwig , 550 m) – Kettwig vor der Brücke – Heiligenhaus-Isenbügel Süd, Talburg → Unterstadt ← Höseler Platz → In der Blume/Stadtmitte ← Heiligenhaus, Rathaus → Abtskücher Straße ← Ehemannshof – Abtsküche – Velbert, Losenburg – Klinikum Niederberg                                                     |              |                             |
| O 17  | Wassermangel → Unterstadt → In der Blume/Stadtmitte → Ehemannshof → Heiligenhaus, Rathaus → Höseler Platz → Wassermangel Ortsbus-Linie in Heiligenhaus |              |                             |

Für den gesamten Öffentlichen Personennahverkehr gilt der Tarif des Verkehrsverbundes Rhein-Ruhr und tarifraumüberschreitend der NRW-Tarif.

### Wirtschaftsstruktur
| Wirtschaftsstruktur (31. Dezember 2005) – Sozialversicherungspflichtig Beschäftigte    | Wirtschaftsstruktur (31. Dezember 2005) – Sozialversicherungspflichtig Beschäftigte | Wirtschaftsstruktur (31. Dezember 2005) – Sozialversicherungspflichtig Beschäftigte | Wirtschaftsstruktur (31. Dezember 2005) – Sozialversicherungspflichtig Beschäftigte |
| -------------------------------------------------------------------------------------- | ----------------------------------------------------------------------------------- | ----------------------------------------------------------------------------------- | ----------------------------------------------------------------------------------- |
|                                                                                        | absolut                                                                             | in %                                                                                |                                                                                     |
| Land- und Forstwirtschaft, Fischerei, Fischzucht                                       | 109                                                                                 | 1,1                                                                                 |                                                                                     |
| Bergbau und Gewinnung von Steinen und Erden                                            | 0                                                                                   | 0,0                                                                                 |                                                                                     |
| Verarbeitendes Gewerbe                                                                 | 6244                                                                                | 64,9                                                                                |                                                                                     |
| Energie- und Wasserversorgung                                                          | 72                                                                                  | 0,7                                                                                 |                                                                                     |
| Baugewerbe                                                                             | 394                                                                                 | 4,1                                                                                 |                                                                                     |
| Handel; Instandhaltung und Reparatur von Kfz und Gebrauchsgütern                       | 1035                                                                                | 10,8                                                                                |                                                                                     |
| Gastgewerbe                                                                            | 101                                                                                 | 1,0                                                                                 |                                                                                     |
| Verkehr und Nachrichtenübermittlung                                                    | 360                                                                                 | 3,7                                                                                 |                                                                                     |
| Kredit- und Versicherungsgewerbe                                                       | 110                                                                                 | 1,1                                                                                 |                                                                                     |
| Grundstücks- und Wohnungswesen                                                         | 285                                                                                 | 3,0                                                                                 |                                                                                     |
| Öffentliche Verwaltung, Verteidigung, Sozialversicherung                               | 219                                                                                 | 2,3                                                                                 |                                                                                     |
| Erziehung und Unterricht                                                               | 67                                                                                  | 0,7                                                                                 |                                                                                     |
| Gesundheits-, Veterinär-, Sozialwesen                                                  | 477                                                                                 | 5,0                                                                                 |                                                                                     |
| Erbringung sonstiger öffentlicher und persönlicher Dienstleistungen, Private Haushalte | 151                                                                                 | 1,6                                                                                 |                                                                                     |
| sonstiges                                                                              | 0                                                                                   | 0,0                                                                                 |                                                                                     |
| gesamt                                                                                 | 9626                                                                                | 100                                                                                 |                                                                                     |
|                                                                                        |                                                                                     |                                                                                     |                                                                                     |
| Veränderung seit 1999 (31.12)                                                          | -2685                                                                               | -21,8                                                                               |                                                                                     |

### Öffentliche Einrichtungen
Das Rathaus, in der Stadtmitte gelegen, ist seit 1989 durch einen modernen Anbau gemeinsames Haus für Rat und Verwaltung. Im neu gestalteten Ratssaal finden nicht nur Sitzungen des Rates, sondern auch Empfänge, Kleinkunst-Veranstaltungen und bürgerschaftliche Begegnungen statt.
Die Helios-Kliniken Niederberg im benachbarten Velbert sind auch für Heiligenhaus zuständig.

### Bildung
Das öffentliche Schulwesen lag in Heiligenhaus von den Anfängen im 17. bis zum Beginn des 20. Jahrhunderts ausschließlich in Händen konfessioneller Träger und umfasste die Ausbildung auf Grund- und Volksschulniveau. Eine erste urkundliche Erwähnung gibt 1618 über Unterricht durch reformierte bzw. lutherische Lehrer Auskunft, wobei hier noch nicht von einer Schulpflicht gesprochen werden kann. Feste Schulen wurden ab 1668 eingerichtet. 1832 wurden jeweils zwei lutherische und reformierte sowie eine katholische Schule mit insgesamt 426 Schülerinnen und Schülern sowie fünf Lehrern erfasst. 1835 wurde festgehalten, dass 251 von 269 Mädchen sowie 219 von 238 Jungen Schulunterricht erhielten. Die konfessionellen Schulen waren über das Gebiet der Landgemeinde Heiligenhaus verstreut. Erst 1909 gab es eine durch die Gemeinde finanzierte sogenannte Rektoratsschule, welche 1927 in eine Mittel- und 1949 in eine Realschule umgewandelt wurde. 1968 wurde das städtische Gymnasium fertiggestellt, bis dato wurden Gymnasiasten in den Nachbarstädten unterrichtet.
Heiligenhaus verfügt aktuell über 15 Kindergärten, fünf Grundschulen (drei städtisch und je eine in evangelischer und katholischer Trägerschaft), eine Realschule, eine Gesamtschule und ein Gymnasium. Die berufsbildenden Schulen sind in den Nachbarstädten Velbert und Ratingen ansässig. Für die Erwachsenenbildung steht der Volkshochschul-Zweckverband Velbert/Heiligenhaus zur Verfügung. Ein Studium ist an dem Campus Velbert/Heiligenhaus der Hochschule Bochum möglich. Die Musikschule ist Ausbildungsstätte für etwa 625 Schüler.

## Persönlichkeiten

### Söhne und Töchter der Stadt
- Peter Friedrich Engstfeld (1793–1848), Organist und Kirchenlieddichter
- Heinrich Emil Adametz (1884–1971), Kunstmaler
- Karl Ferlemann (1901–1945), Politiker (KPD), NS-Opfer
- August Steinbrink (1920–2018), Heimatchronist
- Alice Thormählen (1928–2020), Unternehmerin, die sich als Mäzenin und Stifterin verdient gemacht hat
- Peter Wensierski (* 1954), Spiegel-Redakteur und Journalist
- Christopher Mies (* 1989), Autorennfahrer

### Persönlichkeiten, die mit der Stadt in Verbindung stehen
- Johann Heinrich Lindermann (1802–1892), Bandweber, Kolporteur, Evangelist und Begründer der autochthonen sabbatarischen „Christen-Gemeinde“
- Helene Elisabeth Prinzessin von Isenburg (1900–1974), erste Präsidentin des Vereins Stille Hilfe für Kriegsgefangene und Internierte, starb in Heiligenhaus
- John Steinbeck (1902–1968), Schriftsteller, dessen Großvater Johann Adolf Großsteinbeck in Heiligenhaus zur Welt kam
- Jakob Muth (1927–1993), deutscher Professor, der durch seinen Einsatz für die Integration behinderter Kinder ins Schulwesen bekannt wurde, lebte und wirkte in Heiligenhaus
- Georg Salden (* 1930), Typograf, lebt in Heiligenhaus
- Jean Pütz (* 1936), Wissenschaftsjournalist und Fernsehmoderator, lebt in Heiligenhaus
- Horst Langer (* 1939), Tischtennisspieler, deutscher Meister im Doppel, 1979–2001 TTC Heiligenhaus
- Yoshio Yoshida (* 1940, Tokio), japanischer Künstler, lebt in Heiligenhaus
- Joachim Zentes (* 22. Juni 1947 in Saarbrücken), Wirtschaftswissenschaftler und Hochschullehrer, wohnte in den 1980er Jahren in Heiligenhaus
- Albie Donnelly (* 1947, Huyton, Liverpool), britischer Saxophonist und Gründer der Band Supercharge, lebt in Heiligenhaus
- Hubert Maessen (1947–2015), Publizist (u. a. Deutschlandfunk, WDR) und Buch-Autor; Ehrenbürger von Little Rock, Arkansas
- Ilona Kalmbach (* 1955), Filmproduzentin, wuchs in Heiligenhaus auf
- Bernd Liffers (* 1958), Kirchenmusiker und Organist, wirkte von 2001 bis 2018 in Heiligenhaus
- Dorkas Kiefer (* 1972), deutsche Schauspielerin, Sängerin und Komikerin, lebt in Heiligenhaus
- Jan Volker Heinisch (* 1976), Politiker und ehemaliger Bürgermeister von Heiligenhaus
- Sebastian Boenisch (* 1987), Fußballspieler, 1992–2000 Jugendspieler bei der SSVG Heiligenhaus, danach Profi in der Bundesliga sowie polnischer A-Nationalspieler, wuchs hier auf

## Trivia
Das Schlagzeug in der Heiligenhauser Musikschule wurde für die Original-Intonierung der Filmmusik des 2023 mit einem Oscar preisgekrönten Filmes Im Westen nichts Neues durch Volker Bertelmann benutzt. Er ist mit dem hiesigen Musikschullehrer Kai Angermann befreundet und sie wählten das Instrument wegen der besonderen Nähe zum gewünschten Klang einer Snaredrum aus.